# Borough Park
Pour les articles homonymes, voir Borough.
Borough Park est un des quartiers sud de l'arrondissement de Brooklyn, à New York.
Le quartier compte plus de 106 357 habitants dont environ la moitié sont des juifs ultra-orthodoxes[réf. nécessaire]. On y compte des centaines de synagogues.

## Démographie
Composition ethno-raciale en 2010, :
- Blancs non hispaniques (77,0 %)
- Hispaniques et Latinos (9,4 %)
- Asiatiques (11,7 %)
- Noirs (0,7 %)
- Métis (0,8 %)
- Autres (0,3 %)

Selon l'American Community Survey, pour la période 2011-2015, 38,8 % de la population âgée de plus de 5 ans déclare parler le yiddish à la maison, 25 % l'anglais, 10,2 % l'espagnol, 10 % une langue chinoise, 4,2 % l'hébreu, 2,5 % le russe, 1,8 % le polonais, 1,5 % le hongrois, 1,0 % l'italien et 5 % une autre langue.